# Opbrengsten (boekhouding)
Opbrengsten zijn in de boekhouding en de jaarrekening alle posten die aan de creditzijde, in de plus, van het resultaat worden geboekt. De kosten staan daarin tegenover de opbrengsten.
Er wordt een onderscheid gemaakt tussen :
- bedrijfsopbrengsten
- financiële opbrengsten
- uitzonderlijke opbrengsten
- terugontvangen belastingen

Klasse 7 van het bijvoorbeeld in België in de boekhouding verplichte genormaliseerde rekeningstelsel zijn de opbrengsten.